# 시편 2편
시편 2편은 두 번째 시편이다. 라틴어로는 "Quare fremuerunt gentes"로 알려져 있다. 시편 2편은 머리글로 저자를 밝히지 않지만 신약의 사도행전 4:24-26은 그것을 다윗이 지었다고 한다. 탈무드에 따르면 시편 2편은 시편 1편의 연속이다.
시편은 유대교, 가톨릭, 루터교, 성공회 및 기타 개신교 전례의 정규 부분이다.

## 내용
1 어찌하여 이방 나라들이 분노하며 민족들이 헛된 일을 꾸미는가
2 세상의 군왕들이 나서며 관원들이 서로 꾀하여 여호와와 그의 기름 부음 받은 자를 대적하며
3 우리가 그들의 맨 것을 끊고 그의 결박을 벗어 버리자 하는도다
4 하늘에 계신 이가 웃으심이여 주께서 그들을 비웃으시리로다
5 그 때에 분을 발하며 진노하사 그들을 놀라게 하여 이르시기를
6 내가 나의 왕을 내 거룩한 산 시온에 세웠다 하시리로다
7 내가 여호와의 명령을 전하노라 여호와께서 내게 이르시되 너는 내 아들이라 오늘 내가 너를 낳았도다
8 내게 구하라 내가 이방 나라를 네 유업으로 주리니 네 소유가 땅 끝까지 이르리로다
9 네가 철장으로 그들을 깨뜨림이여 질그릇 같이 부수리라 하시도다
10 그런즉 군왕들아 너희는 지혜를 얻으며 세상의 재판관들아 너희는 교훈을 받을지어다
11 여호와를 경외함으로 섬기고 떨며 즐거워할지어다
12 그의 아들에게 입맞추라 그렇지 아니하면 진노하심으로 너희가 길에서 망하리니 그의 진노가 급하심이라 여호와께 피하는 모든 사람은 다 복이 있도다

### 히브리어 버전
| 절 | 내용                                                           |
| -- | -------------------------------------------------------------- |
| 1  | לָמָּה רָֽגְשׁ֣וּ גוֹיִ֑ם וּ֜לְאֻמִּ֗ים יֶהְגּוּ־רִֽיק                                  |
| 2  | יִֽתְיַצְּב֨וּ \| מַלְכֵי־אֶ֗רֶץ וְרֽוֹזְנִ֥ים נֽוֹסְדוּ־יָ֑חַד עַל־יְ֜הֹוָה וְעַל־מְשִׁיחֽוֹ         |
| 3  | נְֽנַתְּקָה אֶת־מֽוֹסְרוֹתֵ֑ימוֹ וְנַשְׁלִ֖יכָה מִמֶּ֣נּוּ עֲבֹתֵֽימוֹ                         |
| 4  | יוֹשֵׁ֣ב בַּשָּׁמַ֣יִם יִשְׂחָ֑ק אֲ֜דֹנָ֗י יִלְעַג־לָֽמוֹ                                  |
| 5  | אָ֚ז יְדַבֵּ֣ר אֵלֵ֣ימוֹ בְאַפּ֑וֹ וּבַ֖חֲרוֹנ֥וֹ יְבַֽהֲלֵֽמוֹ                              |
| 6  | וַֽאֲנִֽי נָסַ֣כְתִּי מַלְכִּ֑י עַל־צִ֜יּ֗וֹן הַר־קָדְשִֽׁי                                |
| 7  | אֲסַפְּרָ֗ה אֶ֫ל חֹ֥ק יְהֹוָ֗ה אָמַ֣ר אֵ֖לַי בְּנִ֣י אַ֑תָּה אֲ֜נִ֗י הַיּ֥וֹם יְלִדְתִּֽיךָ               |
| 8  | שְׁאַ֚ל מִמֶּ֗נִּי וְאֶתְּנָ֣ה ג֖וֹיִם נַֽחֲלָתֶ֑ךָ וַֽ֜אֲחֻזָּֽתְךָ֗ אַפְסֵי־אָֽרֶץ                      |
| 9  | תְּרֹעֵֽם בְּשֵׁ֣בֶט בַּרְזֶ֑ל כִּכְלִ֖י יוֹצֵ֣ר תְּנַפְּצֵֽם                                 |
| 10 | וְעַתָּה מְלָכִ֣ים הַשְׂכִּ֑ילוּ הִ֜וָּֽסְר֗וּ שֹׁ֣פְטֵי אָֽרֶץ                               |
| 11 | עִבְד֣וּ אֶת־יְהֹוָ֣ה בְּיִרְאָ֑ה וְ֜גִ֗ילוּ בִּרְעָדָֽה                                 |
| 12 | נַשְּׁקוּ־בַ֡ר פֶּן־יֶאֱנַ֚ף \| וְתֹ֬אבְדוּ דֶ֗רֶךְ כִּֽי־יִבְעַ֣ר כִּמְעַ֣ט אַפּ֑וֹ אַ֜שְׁרֵ֗י כָּל־ח֥וֹסֵי בֽוֹ |

## 신약성경
시편 2편의 일부 구절은 신약성경에 언급되어 있다.
- 1-2절: 사도행전 4:25-26에서 베드로와 요한이 한 연설에서.
- 7절: 사도행전 13:33; 히브리서 1:5; 히브리서 5:5.
- 8-9절: 요한계시록 2:26,27; 12:5; 19:15.

## 같이 보기
- 기름부음
- 축복
- 천국
- 이교 (종교)
- 시온